# Geoffrey of Monmouth
Monmouth-i Gottfried, angolosan Geoffrey of Monmouth (latinul: Galfridus Monemutensis, Galfridus Arturus, Galfridus Artur, walesiül: Gruffudd ap Arthur, Sieffre o Fynwy), (1090 körül – 1155 körül) latin nyelven író középkori angol krónikás, egyházi ember, akinek hírnevét fő munkája, a Historia Regum Britanniae alapozta meg, amely a maga idejében nagyon népszerű volt és a 16. századig kritikátlanul hivatkoztak rá. Nyomtatásban először 1508-ban, Párizsban jelent meg és számos nyelvre lefordították az eredeti latinból.

## Élete
Geoffrey valószínűleg 1100 és 1110 között született Walesben vagy a walesi határvidéken. 1129-ig nagykorúvá kellett válnia, ugyanis ekkor tanú volt egy oklevél aláírásánál.
A Historiában magát Galfridus Monumetensis néven, azaz Monmouthi Geoffrey néven említi, ami arra utal, hogy szoros kapcsolata volt a walesi kisvárossal Monmouthszal, ami esetleges szülőhelyére utalhat. Geoffrey művei arról tesznek bizonyságot, hogy nagyrészt ismerte a vidék helyneveit. A kortársai számára Galfridus Artur(us) (vagy ennek változatai) néven volt ismert. A névben szereplő Arthur utalhat az apja nevére, de lehet írói álnév is, ismerve Geoffrey tudományos érdeklődését.
Korábbi tudósok Geoffrey walesi származását feltételezték, illetve azt, hogy legalább walesiül beszélt. Ennek ellenére úgy tűnik, hogy Geoffrey walesi nyelvismerete hiányos volt, és napjainkban általánosan elfogadott tény, hogy nincs valódi bizonyíték sem walesi, sem pedig walesi-normann  származására, ellentétben például Walesi Geralddal (latinul: Giraldus Cambrensis). Nagy valószínűséggel ugyanazon francia nyelvet beszélő, a walesi határon megtelepedett elit sarja, mint Walesi Gerald, Walter Map és Robert, Gloucester 1. grófja, akinek Geoffrey Historiáját ajánlotta. Többek között Frank Stenton véleménye, hogy Geoffrey szülei azon bretonok közül kerültek ki, akik részt vettek Hódító Vilmos hadjárataiban és Wales délkeleti részén telepedtek le. Monmouth a breton urak uralma alatt állt 1075 vagy 1086 óta, és a Galfridus, valamint az Arthur név (amennyiben patronümikonként értelmezettek) gyakoribb volt a bretonok, mint a walesiek körében.
Valószínűleg egy ideig a monmouthi bencés szerzetházban szolgált. Felnőtt életének javát mégis Walesen kívül töltötte. 1129 és 1151 között neve hat Oxford környéki oklevelen bukkan fel, néha magisterként (tanár) jelölve. Nagy valószínűség szerint szekuláris kanonok volt a St. George’s College-ban. Az általa aláírt oklevelek mindegyikét Walter oxfordi főesperes is ellátta kézjegyével, aki szintén kanonok volt ugyanazon templomban. Egy másik gyakori társaláíró Monmouthi Ralph (angolul: Ralph of Monmouth), lincolni kanonok.
1152. február 21-én Theobald of Bec canterburyi érsek felszentelte a St. Asaph egyházmegye püspökévé, miután tíz nappal korábban papnak szentelte fel. „Nincs bizonyíték róla, hogy valaha is ellátogatott volna egyházmegyéjébe”, írja Lewis Thorpe, „ami Owain Gwynedd háborúi miatt valószínűtlen lett volna.” Úgy tűnik, 1154. december 25. és 1155. december között hunyt el, legalábbis a walesi krónikák szerint, ugyanis ekkor nevezték ki utódját, Richardot.

## Historia Regum Britanniae
Geoffrey számos érdekes művet írt, mindegyiket latinul, a középkori európa tudás és irodalom nyelvén. Fő műve a Historia Regum Britanniae (magyarul: Britannia királyainak története) a legismertebb a mai olvasók számára. A mű Britannia történetét meséli el az első, Brutus (a trójai hős, Aeneas leszármazottja) által alapított településtől egészen Cadwallader haláláig. A mű taglalja Iulius Caesar britanniai hadjáratát, valamint két — később Shakespeare által is feldolgozott — király, Leir és Cymbeline történetét illetve Artúr király történetének egyik első részletes bemutatását.
Az ajánlásában Geoffrey azt állítja, hogy a könyv „egy régi breton nyelvű könyv fordítása”, amely „rendezetten meséli Britannia királyainak történetét” és amelyet Walter, oxfordi főesperestől kapott. Mai történészek elvetik ezt az állítást. Az viszont valószínűnek tűnik, hogy a főesperes valóban adhatott Geoffreynak walesi nyelven íródott anyagot, amiből inspirálódhatott, hiszen Geoffrey tisztsége és ismeretsége a főesperessel nem engedték volna meg, hogy ok nélkül állítson ilyesmit. A mű nagy része a 9. századi walesi-latin nyelvű Historia Britonumon, Béda Historia ecclesiastica gentis Anglorumán és Gildas 6. századi polémiáján (De Excidio et Conquestu Britanniae) alapul, kiegészítve bárdok szájhagyományaival, családfákkal, illetve Geoffrey saját fantáziájának termékeivel. Kézirati anyagok cseréje során Robert of Torigni a Historia regum Britanniae egyik másolatát adta át Henry of Huntingtonnak, amelyet mindketten kritikátlanul, autentikus történelmi forrásként használtak fel későbbi műveikben, aminek köszönhetően Geoffrey fikciói beépültek a köztörténetbe.
A művet ma irodalmi alkotásként tartják számon, mint egy nemzeti mítoszt, amely kevés megbízható történelmi adatot tartalmaz. Emiatt számos tudós egyetért William of Newburgh-gel, aki 1190-ben a következőket írta: „nagyon világos, hogy minden, amit ez az ember Arthurról és utódairól, illetve a Vortigerntől számított elődeiről írt, kitalálás, részben általa, részben mások által.” Más kortársak sem igen hittek Geoffrey művének. Giraldus Cambrensis egy démonok által megszállt ember élményeit hozza fel példaként: „amennyiben a gonosz szellemek már nagyon sanyargatták, János apostol evangéliumát ráhelyezték mellkasára és ekkor, madarak módjára, azonnal eltűntek; de amikor a könyvet elvették és helyére Geoffrey Arthur Bretonok története került, azonnal ismét megjelentek a testén és a könyvön, nagyobb számban és a szokásosnál hosszabb ideig”.
Ennek ellenére főműve széles körben elterjedt a középkori Nyugat-Európában: Acton Griscom 186 létező kéziratot számolt össze 1929-ben, és azóta még azonosítottak másokat is. Jelentős utóélete volt különböző formákban, beleértve fordításokat és feldolgozásokat, mint az anglo-normann Roman de Brut, a középangol Brut és számos névtelen közép-walesi változat (walesiül: Brut y Brenhinedd), amelyek mind igaz beszámolóként tekintenek rá.

## Egyéb művei
Geoffrey első megjelent írása valószínűleg a Prophetiae Merlini (magyarul: Merlin jóslatai) volt, amelyet valamikor 1135 előtt írt és amelyik megjelenik önállóan is, de a Historia részeként is. Egy sor, Merlinnek tulajdonított obskurus profetikus megnyilatkozás, amelyekről Geoffrey azt állítja, hogy egy pontosabban meg nem határozott nyelvből fordított. Ebben a munkájában Geoffrey a Myrddinnek tulajdonított profetikus írások régi walesi hagyományából merített, bár Myrddin történetét munkásságának ebben a szakaszában még csak kevésbé ismerte. Számos, Geoffrey életében megtörtént történelmi esemény olvasható ki a jóslatokból, például a White Ship elsüllyedése 1120-ban, amelyben életét vesztette Vilmos Adelin, I. Henrik angol király fia. Ez a mű volt többek között az 1141 és 1155 között John of Cornwall által írt hasonló című eposz egyik forrása.
Geoffrey vezette be a Merlin nevet, a walesi Myrddin alapján. A walesi tudós, Rachel Bromwich megállapította, hogy ez a hangváltás különös. Gaston Paris szerint azért volt szükség a névváltásra, mert az eredeti név nagyon hasonlított a francia merde szóra (jelentése ürülék). Az első, a walesitől eltérő nyelven íródott, a próféta életéről szóló művet széles körben olvasták és a jóval későbbi Nostradamus próféciáihoz hasonlóan hitelt is adtak neki. John Jay Parry és Robert Caldwell megjegyezték, hogy a próféciákat „a legkomolyabban tanulmányozták számos nemzetben, még a legtanultabbak és legbölcsebbek is” és 1445-ig felmenően hiszékenységi példákat soroltak fel.
Merlin és Artúr király mondakörének átalakításával megalapozta kettejük mítoszának népszerűségét a későbbi irodalomban, sőt, egészen napjainkig. A tudósok nagy részének egybehangzó véleménye, hogy Geoffrey az artúri mondakör kánonjának fő megalapozója. A Historia hatása hatása a mondakörre olyannyira hatalmas, hogy a témában íródott műveket pre- és post-Galfridiként csoportosítják, annak függvényében, hogy Geoffrey munkássága befolyásolta-e vagy sem azokat.
Egy harmadik Geoffreynek tulajdonított mű a hexameterben íródott eposz, a Vita Merlini (magyarul: Merlin élete). A mű inkább támaszkodik hagyományos forrásokra, mint más művei. Ebben az erdők Merlinjeként (latinul: la) illetve a skótok Merlinjeként (latinul: la) jelenik meg, mint egy őrült és bánatos kitaszított öreg ember. A történet a Historiában leírt események után zajlik, de a szerző megpróbálja ezeket összefüggésbe hozni a próféta korábbi cselekedeteivel, különösen amik Vortigernhez és Artúrhoz kötődnek. Ez a mű nem terjedt el széles körben és csak egy 13. századi kézirat alapján sikerült Geoffreynak tulajdonítani, de számos rá jellemző tartalmi és szerkesztési elemet tartalmaz, így a kritikusok elfogják az ő munkájaként.

## Magyarul
- Arthur király históriája. Geoffrey of Monmouth Britannia királyainak története című krónikájából; ford., jegyz., utószó Kiss Sándor; Attraktor, Máriabesnyő, 2011 ISBN 9789639857827

## Fordítás
- Ez a szócikk részben vagy egészben  a   Geoffrey of Monmouth című angol Wikipédia-szócikk ezen változatának fordításán alapul.  Az eredeti cikk szerkesztőit annak laptörténete sorolja fel. Ez a jelzés csupán a megfogalmazás eredetét és a szerzői jogokat jelzi, nem szolgál a cikkben szereplő információk forrásmegjelöléseként.